# 비둘기 속의 고양이
비둘기 속의 고양이(Cat Among the Pigeons)는 영국의 추리작가 애거사 크리스티가 1959년 발표한 장편 추리소설이다. 런던에 위치한 명문 여학교 메도우뱅크를 무대로 벌어지는 연속 살인 사건을 다루고 있다.

## 줄거리
중동의 어느 부유한 나라 라마트에서 혁명이 일어나 왕이 살해당하는 사건이 발생한다. 왕은 친구 롤린슨에게 왕실의 보물인 수십 만 파운드의 가치를 지닌 보석들을 국외로 반출시킬 것을 부탁하고, 롤린슨은 마침 자신을 찾아와 있던 누이의 짐 속에 보석을 숨긴다. 몇 달 후, 롤린슨의 조카 제니퍼는 명문 사립 여학교 메도우뱅크에 입학하게 되고, 이 학교에 왕의 약혼녀였던 샤이스타 공주 또한 입학한다. 그러던 어느 날 밤 학교 체육관에서 체육교사 그레이스 스프링거가 시체로 발견이 되는데...